# 宇宙太陽光発電

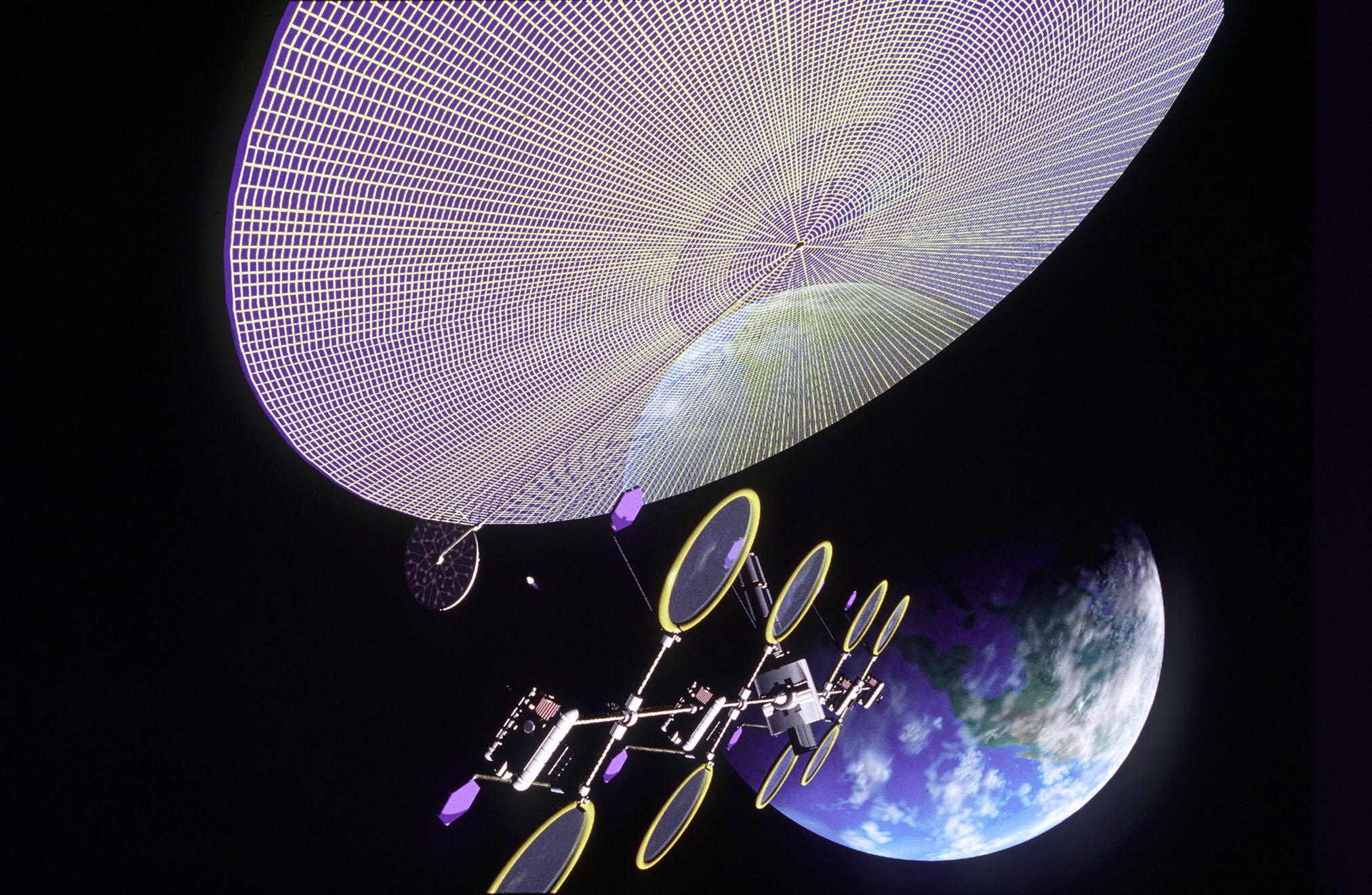
宇宙太陽光発電衛星の想像図

宇宙太陽光発電（うちゅうたいようこうはつでん、英:Space-based solar power、略記:SBSP）とは、宇宙空間上で太陽光発電を行い、その電力を地球上に送る、というコンセプト、アイデアである。遠隔地に電力を届けることができるワイヤレス電力伝送の方法の一つとして研究が進んでおり、放射型ワイヤレス電力伝送に分類されている。

## 概要
SBSPとは、宇宙空間に太陽電池を備えた衛星を配置し太陽光発電を行い電力を得て、そのエネルギーを、なんらかの電線を用いない方式で地球上に送り、地球上で電力を使用しようというコンセプトである。伝送手段として候補に挙がっているのは、マイクロ波（電波）を用いる方式や、レーザー光（光）を用いる方式などがある。方式によって、地球で電力を受け取る方法が違う。
SBSPのアイディアの研究は1970年代からされている。このアイディアのシステム全体は「Space Solar Power System、宇宙太陽光発電システム」と呼ばれ、その略記は「SSPS」である。
宇宙太陽光発電というアイディアは、宇宙空間に配置した「発電衛星」と地上の「受信局」によって電力供給を行う、というものである。地球の衛星軌道上に設置した施設で太陽光発電を行い、その電力をマイクロ波またはレーザー光に変換して地上の受信局（構想では砂漠または海上に設置する）に送り、地上で再び電力に変換するという構想になっている。発電衛星と送電を中継する送電衛星を利用すれば夜間でも安定的に地上への電力供給が期待でき、無尽蔵の電力をほぼ24時間365日にわたって利用できる。この特徴からベース電力としての利用が可能である。なお、太陽電池による発電のかわりに、太陽熱を利用した汽力発電を利用することもでき、この場合は宇宙太陽熱発電と呼ばれる。また、発電施設の設置場所を軌道上ではなく、月面に固定することも可能である。
太陽光は地表に届くまでに、大気の吸収などにより減衰する。またそれは、天候により変化する。大気圏外で発電し、大気の透過率の高い波長の電磁波に変換して地上へ届けた方が、損失が少なく効率が良くなり、安定供給が可能であると考えられている。また、軌道によっては日没の影響も減らすことができる。地上での太陽光発電より10倍から100倍程度の効率化に繋がるという試算もある。
地球上に降り注ぐ太陽光のエネルギーは膨大で、地球に届く全ての太陽光を高効率でエネルギーにそのまま変換できれば、40分程度の受光で人類が用いている一年分のエネルギーをまかなうことができると理論的には試算されている。しかしながら、実際にそれを行おうとすると、上記の太陽光到達効率の問題に加え、用地確保と経済活動および自然環境保護のバランス、緯度・国土面積の国家間格差の問題もあって、容易ではない。主な発電機構であるソーラーパネルの製造に必要なエネルギーを二酸化炭素排出量に変換し、地上での発電によりそれを取り戻そうとすると20 - 30年の時間がかかると試算される。化石燃料の消費低減の観点、また、温室効果ガス排出低減の観点からは、可能な限り常時ソーラーパネルが発電しているようにすべきであるのは自明といえる。宇宙太陽光発電の構想者は、そのような観点からエネルギー安定供給とエネルギー安全保障に対して大いに利点があると主張する。一方、地上にソーラーパネルを配置する場合と比べて桁違いの費用が必要で、施設の維持更新も現在あるいは近未来に予想される技術の範囲内では難しい。太陽光発電の効率を十分に引き上げることができれば、地上に設置した小面積の発電施設による短時間の発電で十分なエネルギー供給が得られるはずであり、宇宙太陽光発電にかける研究資源をそちらに振り向けたほうがよい、という主張もある。
宇宙太陽光発電は、1968年に初めて提唱されて以降、新エネルギー源として研究が行われ、オイルショック以降は各国で研究が大きく進んだ。しかし、非常に大型のプロジェクトであり、必要となる資金も莫大であったため開発を止める国が多かった。日本は自国で算出するエネルギーが乏しいということもあり、1990年代から研究が盛んになり、マイクロ波送電、ビーム送電など必要となる基礎技術が開発されている。現在では、発電したエネルギーを地上に送ることは原理的には不可能ではなくなっている。
ただし、打ち上げ (ロケット)の膨大なコストがかかってしまうという問題があり、また、材料劣化対策、維持（メンテナンス）が困難、などの技術的課題・問題もまだ多く存在する。
日本の計画では100キロワット級の実験的な衛星を2010年頃に打ち上げる予定であったが、実現をみていない。JAXAは研究を継続して行うことで2020年から2030年をめどに商用化を可能にすることを目標にしている。

## 理論

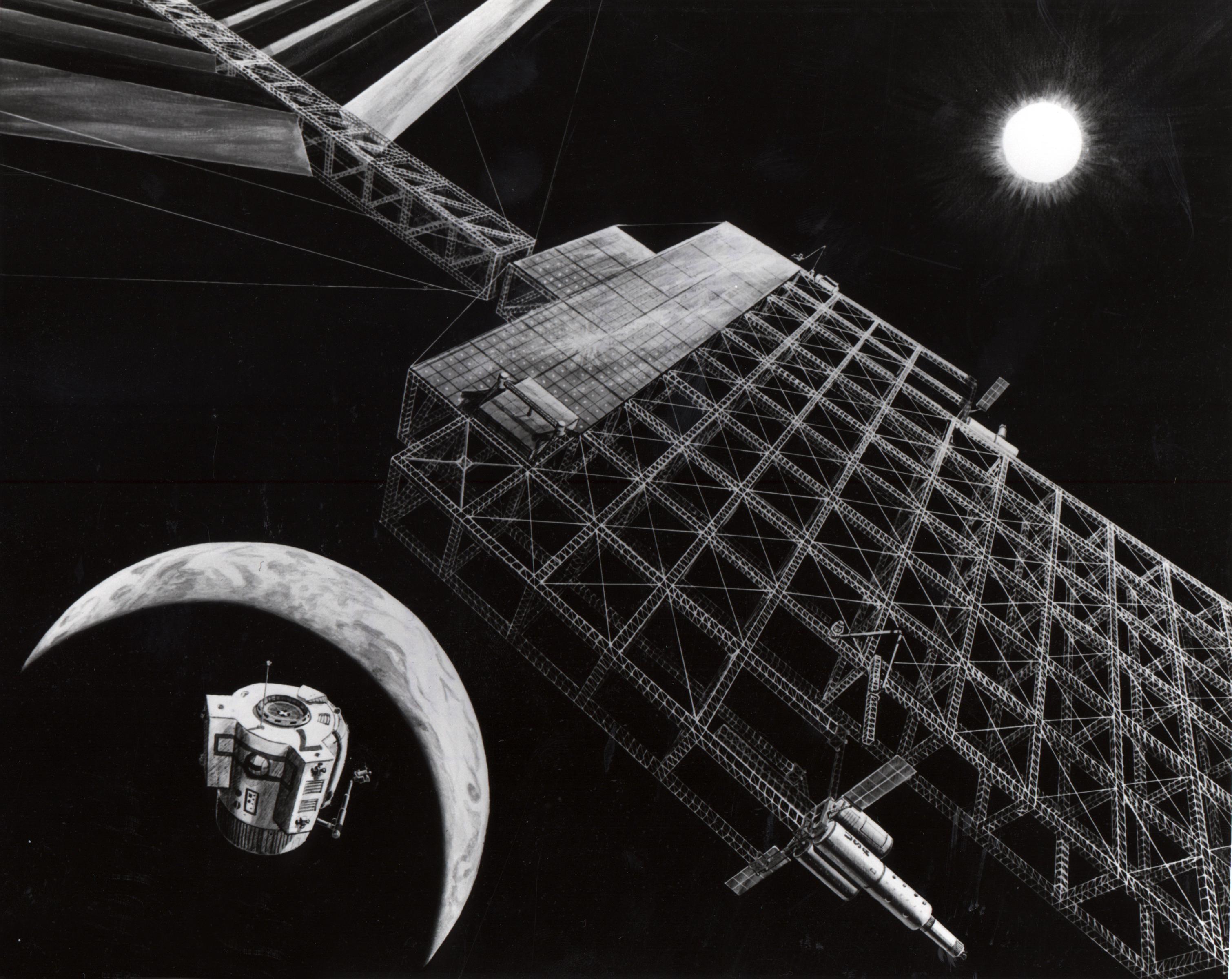
1976年の発電衛星構想図 (NASA)

地上での太陽光発電においては、天候や昼夜が大きく影響しており、空気中の粒子の量によっては太陽光は大きく減衰する。また、空気自身太陽光を遮断する役割を果たしており、電気の供給は不安定であり、且つ発生する電気の質も大きく変わる。一方、宇宙空間においては太陽光は常に一定量が期待され、さらには大気の影響もない。衛星自身の軌道によっては太陽光を常に浴びて発電することができる。これらのことから提唱されたのが宇宙太陽光発電である。
宇宙空間から、電力を送り込むのには電線を利用することは不可能であるため、無線状態で送る必要がある。このために、エネルギーをマイクロ波やレーザーといった形式に変換し、これを地上の大型のアンテナなどの受電施設に送り、送られてきたマイクロ波やレーザーを地上で再度電気に変換する必要性がある。ビームが外れた場合にも影響が出ないように、また地上の生物や生態系に影響を与えないためにこれらのレーザーやマイクロ波は環境や人体に影響がなく、且つ大気中で減衰を起こさない透過率の高い状態での送信が必要である。ほかにも宇宙から地上のアンテナへ向けて送信するためにその命中精度、太陽光を効率的に集めるための姿勢制御なども必要となっている。特に受電施設を小さく保つためには命中精度が必要である。
地上に照射されるエネルギー密度を、自然物に影響のないレベルに下げる方法のひとつとして、地上の受電設備をレクテナ（マイクロ波を直流電流に変換するアンテナのこと）にする方法がある、と考える人もいる。レクテナ方式は広大な面積を必要とする。地表面で、生体への影響を考慮する必要がない程度のエネルギー密度、10 W/m2程度を想定した場合で、原子力発電1機分にあたる1 GW（100万 kW）の電力を受け取る受電施設ひとつが10 km四方におよぶ、と試算される。しかしながら、近年、ビーム制御技術の進展により安全率を保ちながら高精度で地表受電施設に送電ビームを指向できるようになりつつあり、受電施設の大きさの見積もりは縮小を続けている。ビーム出力を高めることができれば送電効率の上昇も期待される。
その他、太陽光パネルの重さから、パネルに光を反射する鏡面の材料などの開発や、集めた太陽光を直接レーザーに変換する機構も開発がすすんでいる。宇宙空間での組み立てや故障修理は宇宙線の問題などから人間が行うのが難しいため、組み立てを行い故障を修理するためのロボットなどの開発も行われている。また、大型の宇宙設備を作るための輸送システムの構築も不可欠である。

## 歴史
1968年にアメリカのピーター・グレイザー博士により初めて提唱された。その後、オイルショックをきっかけとして1977 - 1980年にNASA（米国航空宇宙局）とDoE（米国エネルギー省）が構想検討した。この検討においては、アメリカ合衆国全土の全電力を賄うため、発電性能500万 kW（原子力発電5機分）、総重量約5万 tの超巨大衛星を静止軌道上に年に2機ずつ、合わせて60機程を打ち上げることが計画された。しかし、この研究は技術的に欠落した箇所がないとされながらも、財政の緊縮方針により凍結されることとなった。

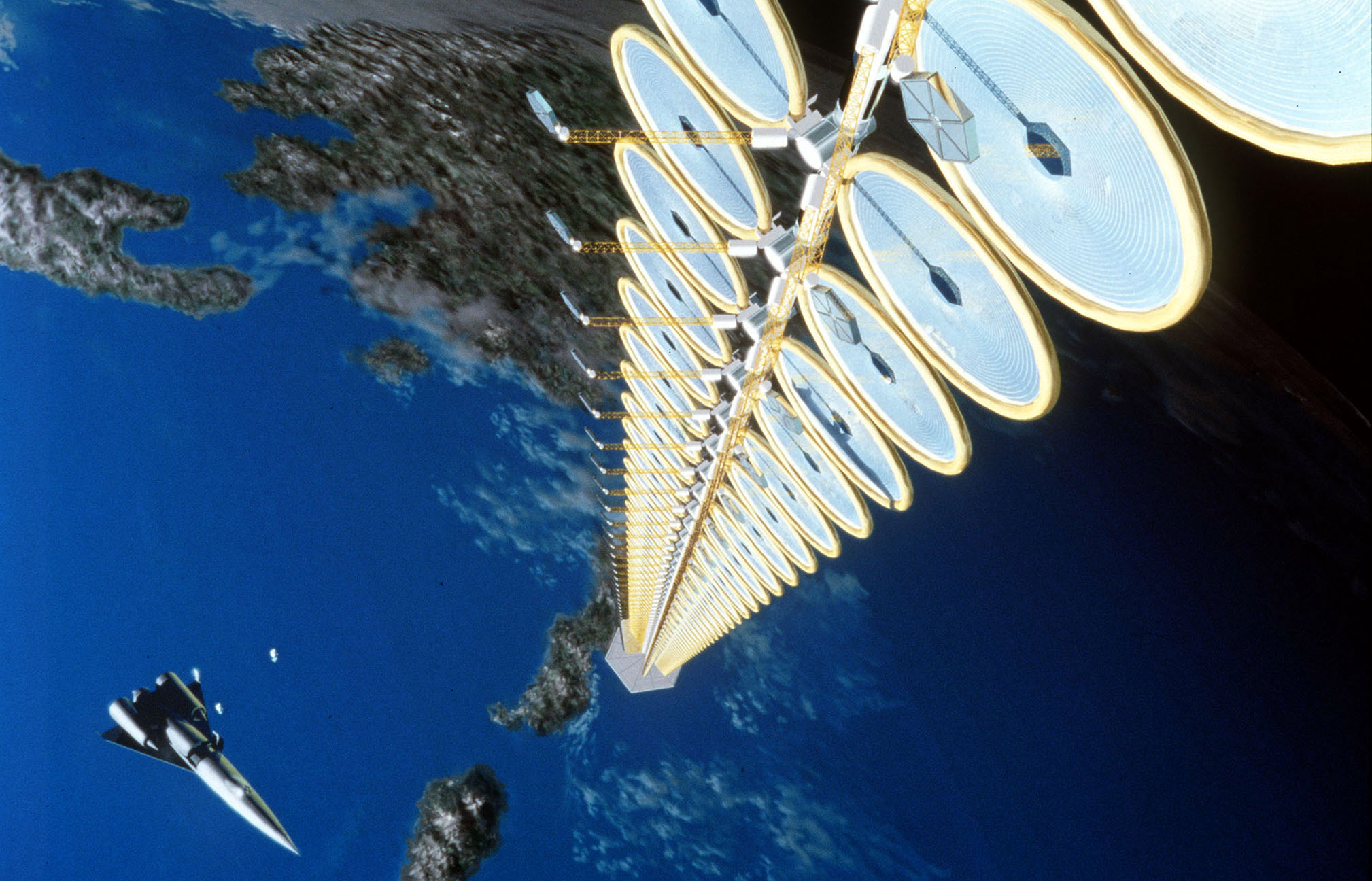
1990年代後半に検討された発電衛星(サンタワー)構想図 (NASA)

1990年代に入ると日本における研究活動が活発化し始め、旧宇宙科学研究所（現宇宙航空研究開発機構）を中心とした大学および国立研究所の研究者が、1万 kW規模の発電をする宇宙太陽光発電「SPS2000」の概念設計を行い、基本的な技術の研究が進んだ。同じ頃に旧通商産業省工業技術院のニューサンシャイン計画の一環として、100万 kW規模（原子力発電1機分）の発電ができる宇宙太陽光発電の構想検討を行った。また1992年にMILAX飛行機によるマイクロ波送電の試験もあった。これは、飛行機の飛行に必要な電力をマイクロ波により供給する、という試験である。翌1993年にMILAX試験で開発した技術を用いて、宇宙空間でマイクロ波電力伝達するISY-METSロケット試験を実施した。また、軽量で頑丈な太陽光電池の開発が行われている。
1990年代後半にアメリカでの活動が再開し、「Fresh Look」と言う検討を行った。その結果「宇宙太陽光発電は最新の技術をもってすれば実現可能であり、既存の発電システムと同じくらいの発電単価を実現できる」とする報告を受け、アメリカ合衆国の議会はNASAに対して数十億円程度の予算を付け、研究開発を開始した。2004年1月14日にブッシュ大統領が演説・発表した新宇宙計画においても、有人火星探査に関する研究の一環として宇宙太陽光発電の研究開発を取り上げている。
日本においては、1998年から旧宇宙開発事業団（現JAXA）が調査・研究を進めている。また、経済産業省でも2000年度より検討を開始した。政治サイドの取組みとしても、開発を推進するための「宇宙エネルギー利用（宇宙太陽光発電）推進議員連盟」を2003年2月27日に結成した。一方でSPS2000計画は達成することができなかった。社会的ニーズが進捗しても技術的な進捗はそれに答える速度で進歩しないとしている。2011年からは京都大学を中心とした共同研究機関が実験施設を設置して実証化実験を本格開始している。
欧州では1999年よりInvesting in Spaceプログラムの一環として、宇宙太陽光発電に関する研究を進めている。
2023年、カリフォルニア工科大学の研究チームが、小型の宇宙太陽光発電実証機を打ち上げ、地球へ送電する実験に成功した。

## 要素技術

### レーザー発生技術
太陽光からレーザーへの変換方法、太陽光励起レーザー

### マイクロ波およびレーザー送信技術
マイクロ波およびレーザー照射の正確性、環境負荷、生物や航空機への影響

### 太陽光発電パネル
宇宙空間での耐久性の必要性、軽量化の必要性

### 宇宙空間での大規模構造組み立て、修理技術
ロボット利用による大規模構造の組み立て、人間のいない場所での細かな作業の確立

### 宇宙輸送
輸送コスト削減、新型輸送システムの開発

## 長所と短所

### 長所
- 地上の太陽光発電に比べて設備あたりの発電量が多い。
- 静止軌道の場合、地球の影に入るのは春分の日と秋分の日の周辺の夜中だけと極めて短く、ほとんど1年中24時間発電できる。地上のソーラーパネルよりは、安定したエネルギー供給が可能になる。
- 環境汚染を引き起こさない。
- 資源の枯渇の心配が無い、非枯渇性のエネルギー（再生可能エネルギー）である。
- 宇宙で使う為に昼夜の温度差を吸収できる低い線膨張率の発電材料の製作が可能になった。

### 短所・問題点
- 初期投資が非常に高額になる。
- 太陽電池を用いる場合、面積が巨大になり宇宙塵やスペースデブリなどへの対処が難しい。
- 周波数によっては漏洩電波、高調波により衛星、その他無線通信への悪影響（電波障害）が生じる。
- 受信設備以外の地点にエネルギーを照射することによる軍事転用や「誤射」のリスクが伴う。
- 宇宙空間では地上に比べてものの劣化が激しい。宇宙での大型構造物であるため、故障した場合の修理が非常に難しい。
- 衛星軌道上に設置した場合、太陽光圧の影響が大きく、頻繁に軌道修正が必要。定期的に推進剤を補充する必要があり、コストがかかる。
- レーザー伝送の場合、受信設備の天候に影響を受ける。
- 電波で長距離を送る技術が必要。

## 各国の計画

### 米国
国防総省は2007年10月10日、宇宙太陽光発電所の開発計画案（Phase 0 Architecture Feasibility Study）を公表した。
SolarEn社は宇宙太陽光発電用衛星からの電磁ビーム照射で熱帯低気圧の渦の温度を上げることで勢力を弱める技術の特許申請を行っている。
2020年5月17日、アメリカ海軍調査研究所 (NRL) が開発した、太陽光で発電した電気を高周波マイクロ波に変換して地球に送電する実験装置を搭載したアメリカ空軍の無人宇宙機X-37Bが、アメリカ宇宙軍によって打ち上げられた。
カリフォルニア工科大学で建造された Space Solar Power Demonstrator One (SSPD-1) はSpaceX社Falcon 9の2023年1月3日打ち上げリストに含まれており、32種類の太陽電池に加え、マイクロ波の送信装置を装備した同 SSPD-1 には、マイクロ波の受信装置も含まれているが、将来の実験では、地上の受信装置に電力を送るとされる。

### 日本
宇宙航空研究開発機構 (JAXA) の総合技術研究本部の研究チームは、2020 - 2030年の間の実用化を目指している。100万 kW級（現行の原子力発電所で、商用炉1基相当）の実用システムを実用化するために、マイクロ波による電力送電方式の部分試作実験、太陽光を直接レーザーに変換する研究とNASAリファレンスシステムに代わる方式の検討などを積極的に行っている。
2007年にJAXAが研究委託していたレーザー技術総合研究所、大阪大学レーザーエネルギー学研究センターの研究グループが、太陽光をレーザーに効率よく変換する技術の開発に成功している。開発されたのは神島化学工業製のセラミック増幅器で、レーザーへの変換効率は42%になった。
2009年に経済産業省とJAXAが、マイクロ波による長距離送電技術の開発・実験に着手すると発表。政府は新しいエネルギー源として2030年の商用化を目指している。きぼうや小型衛星を利用した軌道上での実証も考えられており、以前からその近傍での自動組み立て実験が考えられている。
2011年1月、三菱電機・京都大学・JAXAなどが、電力をマイクロ波に変換する技術の共同実証実験を同年春から開始すると発表した。実際に宇宙で行うのではなく、宇宙空間に条件を似せた空間においてマイクロ波を約10 m伝送させ、その伝送効率や条件などを研究する。研究が実証されれば2025年以降の宇宙太陽光発電実用化に一歩近づく。課題として挙げられているのは、発電コストを下げるためには相応の輸送費の削減が必要なことである。発電コスト8円/kwhを達成するためには輸送費を今の50分の1にまで下げる必要があるとしている。京都大学は、2010年秋に宇治キャンパス内に新設した世界最大のエネルギー伝送実験施設で、4月以降、本格的なマイクロ波伝送実験を開始した。「フェーズドアレー」と呼ばれる世界最先端のマイクロ波エネルギー出力機器などを備え、将来的には人工衛星による実証実験を行いたいとしているが、電気とマイクロ波を相互変換させる際の変換効率を改善することが当面の課題だとしている。
宇宙システム開発利用推進機構は経済産業省の下で、1993年よりSSPSの実現に向けての活動を開始している。現在2007年度に制定されたロードマップに従い、2050年の実用SSPSの実現を目指しての開発を進めている。ロードマップの中では概ね2025年までを「長距離実証フェーズ」とし、2025年頃から「宇宙実証フェーズ」としている。今後は発送電一体型パネルの開発、送電部の高効率化及び長距離送電の実証を重ねて、「宇宙実証の実現性判断」に関する技術的な成熟度を見極め、低高度衛星による軌道上実証フェーズへ移行するとしている。

### 欧州
欧州でも宇宙エネルギー利用関連の研究が進んでいる。2003年には2年間3フェーズの総合研究プログラムに採用された。

### 中国
中国は2018年の時点で10年以上の研究実績があり、日本と並びこの分野の最先端を担っている。

### 宇宙太陽光発電が登場するフィクション作品
- シムシティシリーズ：アメリカのリアルタイム都市経営シミュレーションゲームシリーズ（ミニスケープ）。シリーズ第2作の『シムシティ2000』以降の一部作品において、「マイクロ波発電所」という名称で宇宙太陽光発電の電力受信施設が登場する。
- ふたつのスピカ
- 未来少年コナン
- MOONLIGHT MILE
- エースコンバット7：作中の主要施設である「国際軌道エレベーター」は宇宙太陽光発電を目的として建造されたという設定。
- LUNARiA -Virtualized Moonchild- (Keyのキネティックノベル)
- ドラえもん のび太と雲の王国：宇宙に近い、遮蔽物のない雲の上に「エネルギー州」を設け、マイクロ波で各地に送電するという宇宙太陽光発電に似た設定。